# You Don't Know Me at All
You Don't Know Me at All è un brano musicale di Ringo Starr, composto da Dave Jordan, pubblicato sull'album Rotogravure (1976).

## Il brano

### Storia, composizione e registrazione
L'album Ringo's Rotogravure presenta, oltre che i contributi degli altri tre Beatles, i quali fornirono al loro ex-batterista tre loro composizioni, una canzone di Eric Clapton e tre pezzi co-firmati da Ringo Starr assieme ad altri autori, anche la cover di Hey! Baby e due tracce inedite scritte da songwriter: A Dose of Rock 'n' Roll, di Carl Grossman, all'epoca sotto contratto per la Ring'O Records, e You Don't Know Me at All; quest'ultima venne composta da Dave Jordan, che non ebbe più a che fare con il drummer per il resto della sua carriera.
Le session per la registrazione di Rotogravure, prodotto da Arif Mardin, iniziarono il 16 aprile 1976 ed ufficialmente finirono il 4 agosto, ma sono state mosse obiezioni su questo; in effetti, l'album successivo, Ringo the 4th (1977), venne registrato in un mese, e, oltre alle sue dieci tracce, nelle sedute venne registrata anche Just a Dream, b-side del singolo Drowning in the Sea of Love, ed almeno altre sei canzoni, mentre, nell'incisione di Rotogravure, il numero effettivo di brani inclusi sembra essere quattordici. L'incisione di You Don't Know Me at All, per la line-up, è abbastanza omogenea al resto dell'album: oltre Ringo alla voce ed alla batteria, Lon Van Eaton è alla chitarra, Cooker Lo Presti suona il basso elettrico, John Jarvis suona il pianoforte e Jim Keltner, qui ribattezzato "Lightin'", suona anch'egli la batteria; i coristi sono Vini Poncia, frequente collaboratore musicale dell'ex-beatle, e Duitch Helmer. L'unica particolare differenza, nei musicisti e negli strumenti, è la presenza di un'orchestra d'archi, apparsa solo su questa traccia, Pure Gold ed I'll Still Love You; dell'orchestra, il primo violino è Gene Orloff.

### Pubblicazione ed accoglienza
Ringo's Rotogravure venne pubblicato verso metà settembre 1976, ed ebbe un tiepido riscontro delle vendite ed un pessimo responso critico. You Don't Know Me at All ne chiude il lato A, ed è preceduta da Cryin'; la seconda facciata è aperta dalla lennoniana Cookin' (In the Kitchen of Love). Il critico D. B. Wilson, giudicando abbastanza negativamente l'LP, ha affermato che questa canzone è egregia, complimento che nessun'altra traccia del disco ha avuto.
Ad ottobre dello stesso anno, in alcuni Stati dell'Europa Capitalista, ovvero Francia, Germania, Italia e Paesi Bassi, You Don't Know Me at All venne pubblicata come singolo, con al lato B Cryin'; pubblicato dalla Polydor, il numero di serie era 2001 695. Questa canzone, nei Paesi Bassi, venne erroneamente indicata come You Don't Know Me. Inoltre, in Belgio, dove il singolo arrivò il 31 gennaio 1977, venne in seguito pubblicata un'edizione dell'SP (Polydor 2001 707) con, come b-side, Las Brisas. L'unico piazzamento in classifica conosciuta è la 24ª posizione nei Paesi Bassi.

## Formazione
- Ringo Starr: voce, batteria
- Lon Van Eaton: chitarra
- Cooker Lo Presti: basso elettrico
- John Jarvis: pianoforte
- Jim "Lightin'" Keltner: batteria
- Duitch Helmer: cori
- Vini Poncia: cori
- Gene Orloff: primo violino
- Musicisti non accreditati: archi[2]